# Liste der Biografien/Rosq
Liste der Biografien |
Portal Biografien |
Personensuche
# |
A |
B |
C |
D |
E |
F |
G |
H |
I |
J |
K |
L |
M |
N |
O |
P |
Q |
R |
S |
T |
U |
V |
W |
X |
Y |
Z |
?
 
Ra |
Rb |
Rd |
Re |
Rh |
Ri |
Rj |
Rk |
Rl |
Rm |
Rn |
Ro |
Rr |
Rs |
Rt |
Ru |
Rv |
Rw |
Rx |
Ry |
Rz
 
Roa |
Rob |
Roc |
Rod |
Roe |
Rof |
Rog |
Roh |
Roi |
Roj |
Rok |
Rol |
Rom |
Ron |
Roo |
Rop |
Roq |
Ror |
Ros |
Rot |
Rou |
Rov |
Row |
Rox |
Roy |
Roz 
 
Rosa |
Rosb |
Rosc |
Rosd |
Rose |
Rosh |
Rosi |
Rosj |
Rosk |
Rosl |
Rosm |
Rosn |
Roso |
Rosp |
Rosq |
Ross |
Rost |
Rosu |
Rosv |
Rosw |
Rosy |
Rosz 
Die Liste der Biografien führt alle Personen auf, die in der deutschsprachigen Wikipedia einen Artikel haben. Dieses ist eine Teilliste mit 2 Einträgen von Personen, deren Namen mit den Buchstaben „Rosq“ beginnt.

## Rosq

### Rosqv
- Rosqvist, Ewy (1929–2024), schwedische Rallyefahrerin und Markenbotschafterin
- Rosqvist, Yngve (1929–2004), schwedischer Rennfahrer